# Philip Morgan (évêque)
Pour les articles homonymes, voir Philip Morgan et Morgan.
Philip Morgan († 25 octobre 1435) est un ecclésiastique anglais devenu évêque de Worcester et puis évêque d'Ely. 

## Biographie
Il était originaire du pays de Galles et les registres épiscopaux de St. David lui donnèrent le titre de docteur en droit et recteur d’Aberedowy en 1398. À partir de 1414, il travailla beaucoup dans les missions étrangères et joua un rôle de premier plan dans les négociations de paix avec la France, œuvrant pour le renouvellement d'une trêve spéciale avec la Flandre en 1416. 
Il fut élu évêque de Worcester le 24 avril 1419, nommé le 19 juin, et consacré le 3 décembre de la même année. Il fut proposé pour le poste d'archevêque d'York en novembre ou décembre 1423, mais cette proposition fut annulée le 14 février 1424. Il resta évêque de Worcester jusqu'à son transfert à l'évêché d'Ely le 27 février de la même année et reçut la possession des temporalités du diocèse d'Ely le 22 avril 1426.
Il meurt à le village de Bishop's Hatfield dans le Hertfordshire le 25 octobre 1435 et est enterré à l'église de la Chartreuse de Londres,.